# Euphémie de Kiev
Evfimija Vladimirovna (ukrainien : Євфимія Володимирівна, russe : Евфимия Владимировна), connue sous le nom d'Euphémie de Kiev (vers 1112 - décédée le 4 avril 1139) est la reine consort de Hongrie par mariage avec Coloman, roi de Hongrie.
Euphémie est la fille du grand prince Vladimir II de Kiev et de sa seconde épouse, dont le nom et l'ascendance sont inconnus. Elle est mariée au roi Coloman de Hongrie vers 1112. Cependant, son mari, qui souffre d'une grave maladie, la surprend en adultère et la renvoie immédiatement à Kiev. Euphemia donne naissance à son fils, Boris (1113 - 1155-1156), à la cour de son père, mais le fils n'est jamais reconnu par le roi Coloman. Ensuite, elle vit dans un monastère près de Kiev jusqu'à sa mort.